# Souls (Fernsehserie)
Souls ist eine Mysteryserie von Alex Eslam und Hanna Maria Heidrich.
Die Serie feierte Anfang April 2022 im Rahmen des Serienfestivals Canneseries in Cannes Premiere, wo die Serie für die beste Musik und das beste Drehbuch ausgezeichnet wurde.
Die ersten beiden Folgen der Serie wurden am 7. Oktober 2022 beim Seriencamp in München und am 21. Oktober beim Filmfest Cologne gezeigt. Auf WOW und Sky Q wurde die Serie am 8. November 2022 veröffentlicht.

## Handlung
Nach einem Autounfall glaubt der vierzehnjährige Jacob, in einem früheren Leben Pilot einer verschollenen Passagiermaschine gewesen zu sein. Das Schicksal von Allie, Hanna und Linn nimmt dadurch eine Wendung.

## Produktion
Die Dreharbeiten fanden über 100 Tage von Januar bis Juni 2021 in Berlin, Brandenburg, Leipzig (Flughafen) und Brüssel statt.
Finanzielle Unterstützung erhielt die Produktion vom German Motion Picture Fund, dem Medienboard Berlin-Brandenburg und dem FilmFernsehFonds Bayern. Für den Weltvertrieb ist NBCUniversal Global Distribution verantwortlich.

## Episodenliste
| Nr. (ges.) | Nr. (St.) | Originaltitel              | Erstausstrahlung D-A-CH | Regie      | Drehbuch                      |
| ---------- | --------- | -------------------------- | ----------------------- | ---------- | ----------------------------- |
| 1          | 1         | Flug 2205                  | 8. Nov. 2022            | Alex Eslam | Alex Eslam & Lisa van Brakel  |
| 2          | 2         | Dein Name?                 | 8. Nov. 2022            | Alex Eslam | Alex Eslam & Erol Yesilkaya   |
| 3          | 3         | Nicht mein Mädchen         | 8. Nov. 2022            | Alex Eslam | Alex Eslam                    |
| 4          | 4         | Der Vorhang fällt          | 8. Nov. 2022            | Alex Eslam | Alex Eslam & Lisa van Brakel  |
| 5          | 5         | Jacob Du verdammter Lügner | 8. Nov. 2022            | Alex Eslam | Alex Eslam & Erol Yesilkaya   |
| 6          | 6         | Delirium                   | 8. Nov. 2022            | Alex Eslam | Alex Eslam & Lisa van Brakel  |
| 7          | 7         | Ein Ende mit Schrecken     | 8. Nov. 2022            | Alex Eslam | Alex Eslam & Senad Halilbašić |
| 8          | 8         | Ein Wort                   | 8. Nov. 2022            | Alex Eslam | Alex Eslam & Senad Halilbašić |